# Patricia Collinge
Patricia Collinge (født Eileen Cecilia Collinge; 20. september 1892, død 10. april 1974) var en irsk/amerikansk skuespiller. Hun var først og fremmest teaterskuespiller og optrådte på teatre i både Storbritannien og USA. Hun medvirkede kun i en håndfuld film- og tv-produktioner.

## Filmografi
- 1941 – De små ræve
- 1943 – I tvivlens skygge
- 1943 – Tender Comrade
- 1944 – Casanova i knibe
- 1951 – Teresa
- 1952 – Washington Story
- 1959 – Nonnen